# الاستقلال الويلزي

علم ويلز

الاستقلال الويلزي (بالويلزية: Annibyniaeth i Gymru) هو حركة سياسية تدعم خروج ويلز من المملكة المتحدة وتحولها إلى دولة ذات سيادة. احتل إدوارد الأول، ملك إنجلترا، ويلز خلال القرن الثالث عشر، وأُلحقت ويلز بمملكة إنجلترا وفق تشريعات قوانين ويلز في عامي 1535 و1542.
ظهرت حركة الاستقلال الويلزي الحديثة خلال منتصف القرن التاسع عشر. في القرن الحادي والعشرين، دعمت الأحزاب الويلزية، كحزب بلايد كومري وبروبيل وغولاد غولاد وحزب الخضر الويلزي استقلال ويلز عن المملكة، ودعمت حملة «يس كومري» غير الحزبية مطلب الاستقلال. وفقًا لأحدث استطلاعات الرأي، وهو الاستطلاع الذي نشره برنامج آي تي في نيوز في 4 مارس عام 2021، يؤيد 39% من السكان استقلال بلادهم.

## تاريخ

### العصور الوسطى
أصبحت ويلز متمايزة ثقافيًا وسياسيًا عن باقي مجموعات البريطانيين الكلتيين خلال العصور الوسطى المبكرة. عقب الغزو النورماندي لانجلترا عام 1066، رسّخ الغزاة النورمانديون سلطتهم تدريجيًا في أجزاء مختلفة من ويلز. أدت وفاة الأمير ليويلين أب غروفد عام 1282 إلى غزو إدوارد الأول، ملك إنجلترا، مملكة ويلز المستقلة. تمرد الويلزيون ضد الإنجليز، وكان آخر تمرد للويلزيين هو انتفاضة غلندور بين عامي 1400 و1415، والتي تمكنت من استعادة استقلال البلاد لفترة قصيرة. تُستخدم راية الأمير غلندور حتى اليوم كرمزٍ للاستقلال.
في القرن السادس عشر، أقر الملك هنري الثامن تشريعات قوانين ويلز بهدف دمج ويلز كليًا مع مملكة إنجلترا. أُقرَّ «قانون الاتحاد» الويلزي بشكل إفرادي على يد برلمان إنجلترا، وهو هيئة تفتقد إلى الممثلين والنواب عن ويلز. قدّم الاتحاد فرصًا جديدة لطبقة النبلاء الويلزية التي أصبح بإمكانها تبوأ مناصب في السلك القضائي واكتساب عضوية في برلمان وستمنستر.

### القرن التاسع عشر
عاد الشعور القومي المنادي بحصول ويلز على حقها في تأسيس دولة مستقلة للظهور مرة أخرى في منتصف القرن التاسع عشر (يعود أول استخدام لكلمة قومية باللغة الويلزية إلى عام 1858). بحلول عام 1886، تأسست حركة كومري فيد (ويلز القادمة)، وكان زعماء الحركة الرئيسين ديفيد لويد جورج (رئيس الوزراء اللاحق) وجون إدوارد لويد وأوين مورغان إدواردز وتوماس إدوارد إليس (زعيم، وعضو في البرلمان نيابة عن ميريونيث)، والمؤرخ جاي. إي. لويد وبيرياه غوينفه إيفانز. كان هدف الحركة تحقيق الحكم الذاتي لويلز.
كان قانون الإغلاق أيام الآحاد (ويلز) عام 1881 أول تشريع يعترف بامتلاك ويلز طابعها السياسي–التشريعي الخاص والمنفصل عن إنجلترا. في عام 1886، اقترح جوزيف تشامبرلين «الحكم المحلي الشامل» في المملكة المتحدة، وفي العام ذاته، تأسست حركة كومري فيد (ويلز الفتية) تأكيدًا على هذا المطلب. كان هدف الحركة إحداث مجلس مفوض (حكم لا مركزي) بدلًا من الحصول على دولة مستقلة بالكامل، لكن الحركة انهارت عام 1896 إثر المنافسات الشخصية بين الأعضاء والفجوات بين النواب الليبراليين مثل ديفيد ألفريد توماس.

### القرن العشرون
عقب الحرب العالمية الثانية، ضعف اهتمام الرأي العام السياسي بالحكم الذاتي. فانصب اهتمام الحزب السياسي المؤسس حديثًا، بلايد كومري، على الاستقلال منذ عام 1925، على الرغم من أن الحزب لم يحقق نجاحه الأول حتى أواخر ستينيات القرن الماضي. جرت لا مركزة عدة هيئات في البلاد، وتشمل:
- مجلس التعليم الويلزي – 1907
- هيئة التأمين الويلزية – 1911
- إدارة وزارة الزراعة الويلزية – 1919
- انفصلت كنيسة ويلز عن كنيسة إنجلترا وفق قانون الكنيسة الويلزي عام 1914 – 1920

شهد القسم الأول من القرن تأسيس عدد من الجامعات والمكاتب الوطنية والمتاحف أيضًا. بحلول عام 1945، تأسست نحو 15 إداراة حكومية في ويلز.
أُعلنت الكارديف عاصمة ويلز عام 1955، والتزم حزب العمال بتأسيس منصب وزير الخارجية الويلزي عام 1959، وأُنشئ المكتب الويلزي عام 1965، ثم ألغي قانون ويلز ويبرويك الصادر عام 1764 بعد عامين، فكانت تلك مؤشرات توضح الزخم الوطني المتنامي. لكن فكرة تأسيس جمعية ويلز الوطنية (البرلمان الويلزي) مُنيت بهزيمة ساحقة، وهي الجمعية التي اقترح طرف حزب العمال تأسيسها إبان الاستفتاء الويلزي عام 1979، ما يشير إلى أن «الأغلبية الساحقة من سكان ويلز لم تبدِ رغبة بتخيّل مستقبل وطني لبلدها»
في الأول من يوليو عام 1955، دعى اتحاد ويلز الجديدة كافة الأحزاب لعقد مؤتمر في لاندريندود من أجل النظر في عريضة وطنية لبدء حملة تطالب بإنشاء برلمان لويلز. كان الزعماء الرئيسيون ميغان لويد جورج، وهي ابنة ديفيد لويد جورج، وتي. آي. إليس والسير إيفان أب أوين إدواردز. وفقًا للمؤرخ والدكتور وليام ريتشارد فيليب جورج، كانت ميغان «مسؤولة عن إزالة الكثير من الإجحاف الذي لحق بفكرة تأسيس برلمان لويلز». رفعت ميغان العريضة لاحقًا إلى الحكومة البريطانية في أبريل عام 1956، بعدما جمعت 250 ألف توقيع.
في ثمانينيات القرن الماضي، جلبت إعادة هيكلة الاقتصاد وإصلاحات السوق التاتشرية تشرذمًا اجتماعيًا لأجزاء من ويلز، والتي وُصفت سابقًا بأنها تمتلك «أكبر قطاع عام غرب الستار الحديدي». عقب عام 1987، صُور وزراء الخارجية المحافظين غير الويلزيين على أنهم «استعماريين» وأن مطالبهم تدل على «عجز ديموقراطي». في أوائل تسعينيات القرن الماضي، أصبح حزب العمال ملتزمًا بلامركزة اسكتلندا وويلز، وفي عام 1997، اختير –بالتفويض– قرار* عقد استفتاء في كل من البرلمان الإسكتلندي وجمعية ويلز الوطنية.
كسب مقترح تأسيس الجمعية الوطنية استفتاء عام 1997 بأكثرية ضئيلة. كان المناخ السياسي مختلفًا جدًا عما كان عليه في عام 1979، فبرز جيل جديد من النواب الويلزيين في وستمنستر وإجماع عام على قضية اللغة الويلزية التي كانت محل خلاف في السابق. لكن المعلق السياسي دنيس بالسوم يذكر أن الرأي العام اعتبر اللامركزية «غير ضرورية» عقب انتخاب حكومة «تقدمية» من حزب العمال. انعكست تلك الآراء المتناقضة على الاستفتاء الذي شهد إقبالًا ضعيفًا نسبيًا، وكذلك النصر الحرج الذي حققه مناصرو اللامركزية.

### القرن الحادي والعشرين
منذ عام 1997، برز دليل على تزايد تأييد جمعية ويلز الوطنية، وتزايد الثقة بها أيضًا، وتعاظم الدعم الذي تلقته الجمعية لتعزيز سلطاتها، وتشهد نسبة المؤيدين لاستفتاء عام 2011 على ذلك، فبلغت نسبة المصوتين بـ «نعم» 63.49 بالمئة.
قبل استفتاء المملكة المتحدة على البقاء في الاتحاد الأوروبي عام 2016، يُقال أن أغلبية الويلزيين ربما سيصوتون للبقاء ضمن الاتحاد، بينما ستصوت المملكة المتحدة لصالح الخروج، ما سيؤدي إلى تنامي تأييد استقلال ويلز. على أي حال، صوتت اسكتلندا وآيرلندا الشمالية لصالح البقاء، بينما صوتت أغلبية الويلزيين لصالح الخروج، فكان أغلب المصوتين للخروج من معظم مناطق المجالس باستثناء خمس مناطق صوتت أغلبيتها لصالح البقاء، وهي كارديف ومونموثشاير ووادي غلامورغان، ومقاطعة غوينيد ومنطقة كيريديغيون الرئيسية، وهما منطقتان ناطقتان بالويلزية في وسط البلاد.
عقب الإعلان عن خططٍ لعقد استفتاء ثانٍ حول استقلال اسكتلندا عام 2017، أقرّت زعيمة بلايد كومري –السياسية ليان وود– بالحاجة إلى إجراء حوار أو نقاش وطني حول استقلال ويلز.
في يوليو عام 2020، طرح بلايد كومري مقترحًا لنقاش الاستفتاء على الاستقلال الويلزي، لكن المقترح رُفض بنتيجة 43 صوت مقابل 9 أصوات. في 11 ديسمبر، صرّح آدم برايس، زعيم بلايد كومري، أنه إذا فاز الحزب بأغلبية في انتخابات البرلمان عام 2021، سيعقد الاستفتاء حول الاستقلال في الفترة الأولى من عمر البرلمان الجديد.